# Small Computer System Interface
Small Computer System Interface (SCSI) est un standard définissant un bus informatique reliant un ordinateur à des périphériques ou à un autre ordinateur aujourd'hui en cours de remplacement par le SAS (Serial Attached SCSI).

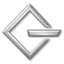
Symbole du SCSI

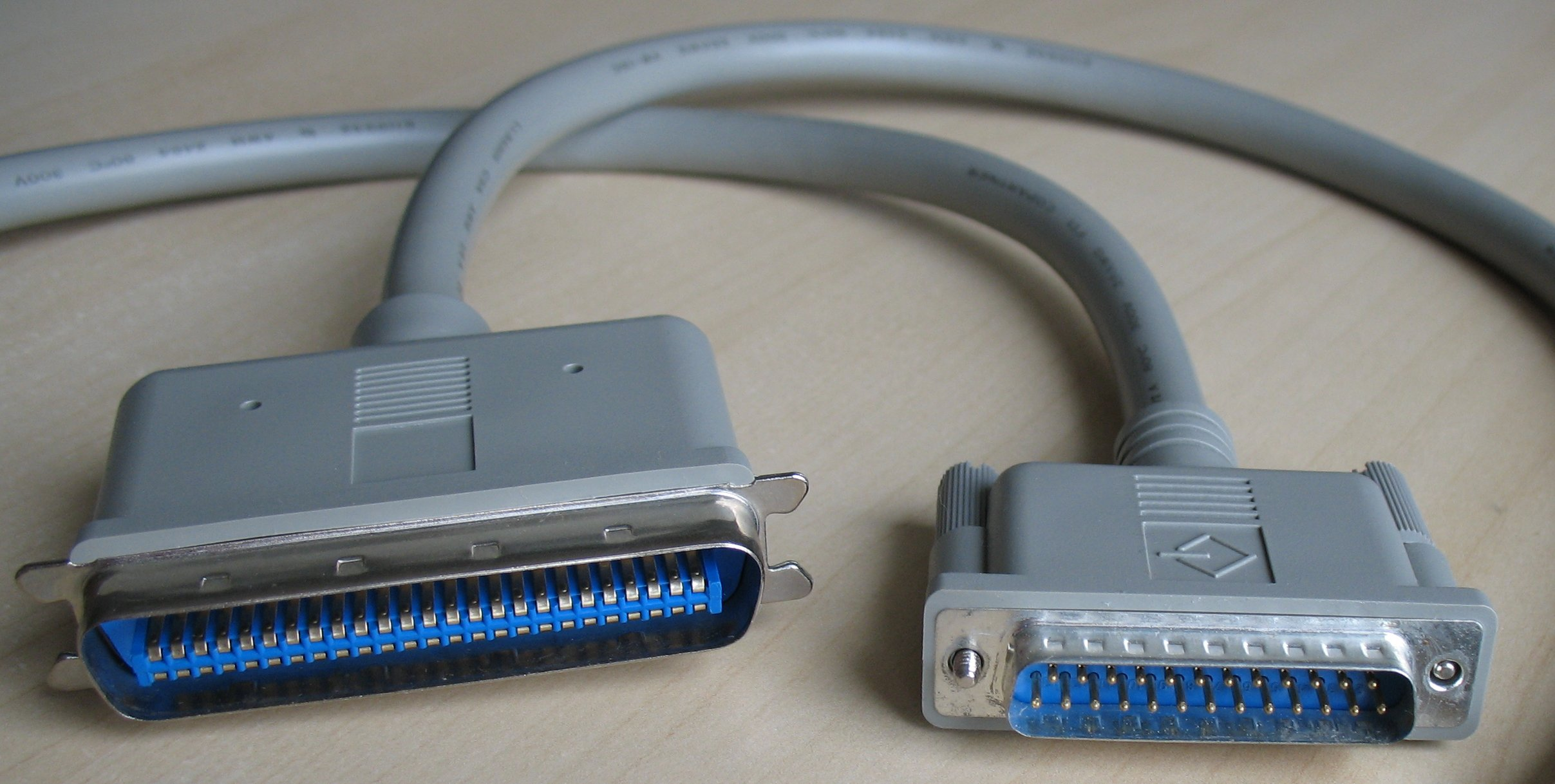
Connecteurs SCSI 25-50 broches (à gauche, le connecteur 50 broches)

Le standard décrit les spécifications mécaniques, électriques et fonctionnelles du bus.

## Historique
En 1979, le précurseur du bus SCSI est créé par la société Shugart, du nom de son fondateur Alan Shugart, pionnier de l'informatique et ancien ingénieur chez IBM (alors spécialiste des disques durs), sous le nom de SASI (en) (Shugart Associates Systems Interface) . 
En 1981, Shugart se lie avec NCR Corporation dans l'espoir d'en faire un standard ANSI. Un comité technique est créé, il améliore sensiblement le bus SASI, le renomme SCSI et la norme X3.131 le décrivant voit le jour en 1986. La première norme définissait trop de paramètres optionnels dans son implantation (notamment dans le jeu de commandes, mais aussi dans les possibilités matérielles comme pour les bits de parité, etc.), et les incompatibilités entre fabricants sont nombreuses.
Des améliorations sont apportées en 1994 avec la norme SCSI-2 et récemment avec la norme SCSI-3, réduisant ces problèmes d'interopérabilité.

## Spécificités
Ce bus diffère des autres en ce qu'il déporte la complexité vers le périphérique lui-même. Ainsi, les commandes envoyées au périphérique peuvent être complexes, le périphérique devant alors (éventuellement) les décomposer en sous-tâches plus simples, ce qui est avantageux si l'on travaille avec des systèmes d'exploitation multitâches.
Cette interface est donc plus rapide, plus universelle et plus complexe que l'interface E-IDE dont le principal inconvénient est d'accaparer un pourcentage non négligeable du processeur, ce qui constitue un handicap quand de nombreux flux de données sont simultanément ouverts.
Plus « intelligente » et moins dépendante de l'unité centrale, l'interface SCSI peut gérer des périphériques internes et externes très variés, tels que disques durs, scanners, graveurs, unités de sauvegardes, etc.

## Périphériques concernés
La norme SCSI-2 précise que le bus peut relier entre eux :
- des ordinateurs

avec des périphériques tels que :
- disques durs
- lecteurs de disquettes
- lecteurs de bandes magnétiques
- imprimantes
- enregistreurs de disque optique (WORM)
- lecteurs de disque optique (CD-ROM)
- scanners
- changeurs de média
- périphériques de communication

La norme ne restreint pas l'utilisation du bus à l'interconnexion d'un ordinateur avec des périphériques, elle l'élargit au contraire à des interconnexions entre ordinateurs, ou pour partager des périphériques entre ordinateurs.
La norme SCSI-3 est plus généraliste.

## Modes de transfert
|        | Interface                         | Vitesse Bus (Mo/s) | Fréquence de bus (MHz) | Taille Bus (bits) | Longueur max. de câble SE (m) | Longueur max. de câble LVD (m) | Longueur max. de câble HVD (m) |
| ------ | --------------------------------- | ------------------ | ---------------------- | ----------------- | ----------------------------- | ------------------------------ | ------------------------------ |
| SCSI-1 | SCSI                              | 5                  | 5                      | 8                 | 6                             | -                              | 25                             |
| SCSI-2 | Wide SCSI                         | 10                 | 5                      | 16                | 3                             | -                              | 25                             |
| SCSI-2 | Fast SCSI                         | 10                 | 10                     | 8                 | 3                             | -                              | 25                             |
| SCSI-2 | Fast Wide SCSI                    | 20                 | 10                     | 16                | 3                             | -                              | 25                             |
| SCSI-3 | Ultra SCSI                        | 20                 | 20                     | 8                 | 1,5                           | -                              | 25                             |
| SCSI-3 | Ultra Wide SCSI                   | 40                 | 20                     | 16                | 3                             | -                              | -                              |
| SCSI-3 | Ultra2 SCSI                       | 40                 | 40                     | 8                 | -                             | 12                             | 25                             |
| SCSI-3 | Ultra2 Wide SCSI                  | 80                 | 40                     | 16                | -                             | 12                             | 25                             |
| SCSI-3 | Ultra3 SCSI                       | 80                 | 80                     | 8                 | -                             | 12                             | -                              |
| SCSI-3 | Ultra-160 SCSI (Ultra3 Wide SCSI) | 160                | 80                     | 16                | -                             | 12                             | -                              |
| SCSI-3 | Ultra-320 SCSI                    | 320                | 160 (80 MHz DDR)       | 16                | -                             | 12                             | -                              |
| SCSI-3 | Ultra-640 SCSI                    | 640                | 320 (80 MHz QDR)       | 16                | -                             | 12                             | -                              |
| SAS    | SAS                               | 375                | Inconnue               | Inconnue          | -                             | -                              | -                              |
| SAS    | SAS 2.0                           | 1500               | Inconnue               | Inconnue          | -                             | -                              | -                              |

| Autres techniques utilisées avec les commandes SCSI-3 | Autres techniques utilisées avec les commandes SCSI-3 | Autres techniques utilisées avec les commandes SCSI-3 | Autres techniques utilisées avec les commandes SCSI-3 | Autres techniques utilisées avec les commandes SCSI-3 | Autres techniques utilisées avec les commandes SCSI-3 |
|                                                       | Interface parallèle                                   | Interfaces série                                      | Interfaces série                                      | Interfaces série                                      | Interfaces série                                      |
| ----------------------------------------------------- | ----------------------------------------------------- | ----------------------------------------------------- | ----------------------------------------------------- | ----------------------------------------------------- | ----------------------------------------------------- |
| Ultra SCSI                                            | FC-AL                                                 | SSA                                                   | IEEE P 1394 (FireWire)                                |                                                       |                                                       |
| Protocole                                             | SCSI Interlock Protocol (SIP)                         | Fibre Channel Protocol (FCP)                          | Serial Storage Protocol (SSP)                         | Serial Bus Protocol (SBP)                             |                                                       |
| Vitesse max.                                          | 5 à 640 Mo/s                                          | 100 à 400 Mo/s                                        | 20 à 80 Mo/s                                          | 12,5 à 3 200 Mo/s                                     |                                                       |
| Nombre de périphériques                               | 7 à 15                                                | 126                                                   | 128                                                   | 63                                                    |                                                       |
| Distance                                              | 12 à 25 m                                             | 20 à 200 m (cuivre) 10 km (fibre optique)             | 20 m (cuivre) 680 m (fibre optique)                   | 72 m                                                  |                                                       |

## Améliorations du SCSI-3 par rapport au SCSI-2
Le SCSI-3 présente comme énorme changement l'apparition d'un bus série, dans une technique jusqu'à présent exclusivement parallèle. Il apporte aussi quelques nouveautés et améliorations dans l'interface parallèle.

### Interfaces parallèles

#### Ultra 3
La fréquence du bus est doublée. On passe donc de 40 à 80 MHz. Les périphériques SE ne sont plus du tout compatibles avec ces fréquences à cause des phénomènes de réverbération.

#### Ultra 160
L'interface Ultra 160 utilise le LVD, elle n'est absolument plus compatible avec SCSI-1 et 2. L'Ultra 160 apporte de lourdes modifications dans la gestion du transfert de données.
- Mise en œuvre du CRC. Le bus étant en LVD, on a de plus grandes vitesses et donc de bien plus grands risques d'erreurs dans les transmissions. C'est pourquoi on a ajouté la génération d'un CRC afin de pouvoir vérifier l'intégrité des données.

- Domain Validation. La carte hôte négocie avec le périphérique la meilleure vitesse à utiliser (un peu à l'image de ce que font les modems), ce qui évite qu'on ne communique plus vite avec le périphérique qu'il n'en est capable (ce qui auparavant le rendait inaccessible).

- Double Transition Clocking. On transfère les données sur deux flancs (montant et descendant), ce qui permet de doubler les débits. C'est pourquoi on parle d'ultra160 (80 MHz × 2).

#### Ultra 320
L'interface 320 apporte des modifications supplémentaires par rapport à l'Ultra160, ce qui permet d'augmenter encore la fréquence de travail à 160 MHz et d'augmenter les débits utiles.
- Packetized SCSI. L'Ultra320 introduit un protocole de gestion de paquets de données, ce qui a pour conséquence de réduire le nombre de commandes à transférer en même temps que les données. On peut aussi transmettre plusieurs commandes dans un seul paquet.

- QAS (Quick Arbitration and Selection). Nouvelle méthode de gestion du bus qui réduit le nombre de commandes nécessaires et donc le trafic « inutile ».

- Read and Write Data Streaming. On peut envoyer plusieurs paquets d'affilée et n'attendre la commande de confirmation de réception qu'au moment de la réception de tous les paquets, ce qui réduit encore une fois le trafic « inutile »

- Flow Control. Pré-traitement des données à transférer dans une pile FIFO, ce qui permet de regrouper des données et d'effectuer un transfert en rafale quand un paquet est prêt.

- Pre-compensation. L'augmentation de la fréquence signifie la baisse de l'amplitude du signal. Un décalage qui n'aurait eu aucune conséquence avant devient gênant. À l'initialisation du bus, on teste donc chacun des fils et on crée une précompensation afin que lors de l'envoi de données sur le bus, toutes les données arrivent en même temps à destination (même si certains fils sont plus rapides que d'autres).

### Interfaces série

#### Améliorations par rapport à l'interface parallèle
Avec l'augmentation des fréquences de transfert, les décalages entre les signaux et leur sensibilité au bruit et aux capacités parasites deviennent problématiques et causent des restrictions dans la longueur des câbles. On passe donc sur des bus série (un seul fil) qui évite les problèmes de courants induits.
La réflexion sur des interfaces séries fut commencée avant la mise au point de l'Ultra 160 et 320. Mais les débits offerts sont tels que ces techniques restent tout à fait viables. L'objectif de l'interface série réside dans le fait d'empaqueter les commandes et données SCSI, afin de les transférer via un seul fil, tout en conservant la compatibilité SCSI (afin de conserver, notamment, l'avantage de la possibilité de stockage des commandes, très utile en fonctions multi-tâches).

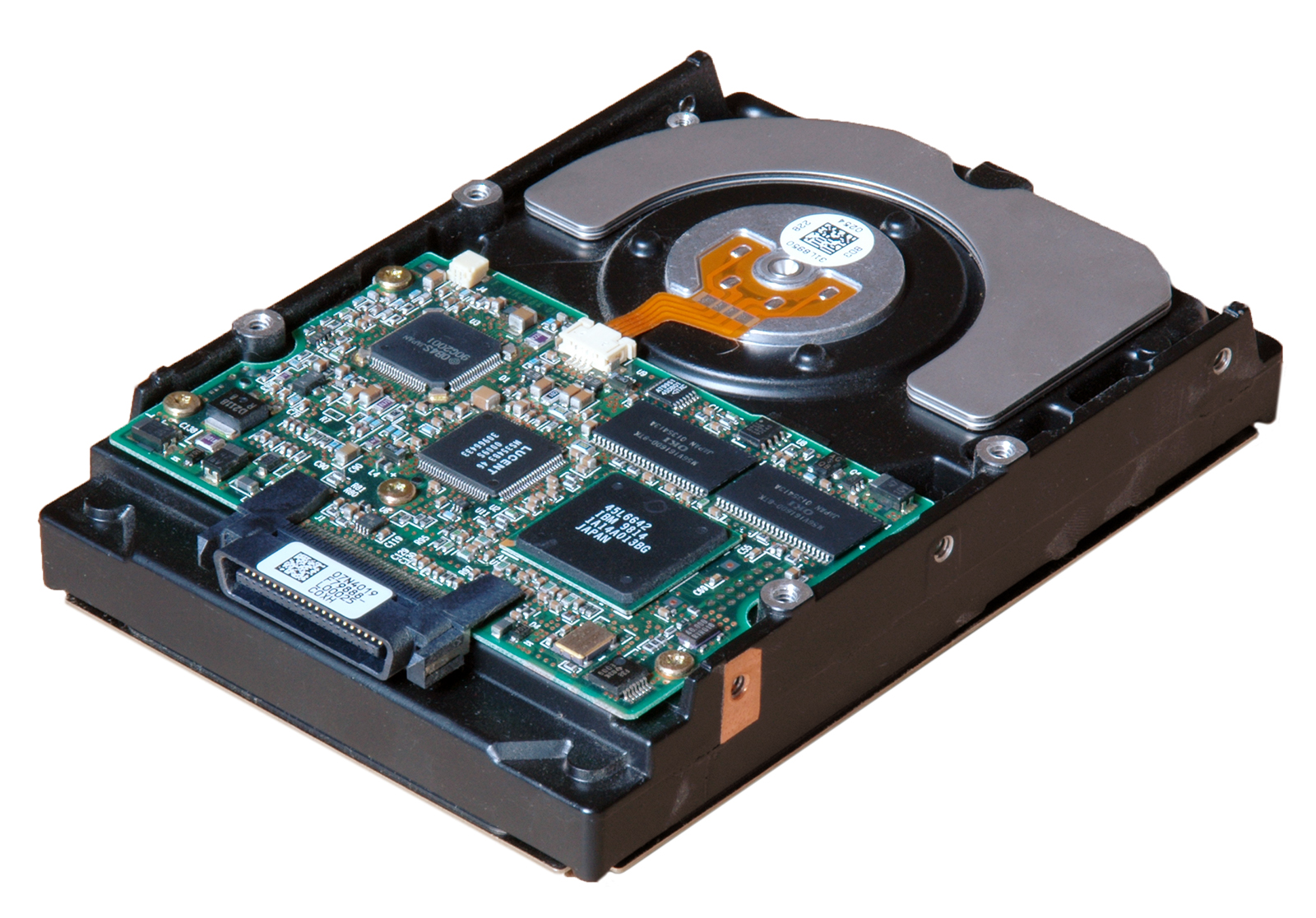
Un disque Fibre channel (2008)

On retrouve de nombreux avantages dans ces techniques, on peut citer notamment :
- des architectures point à point ;
- double accès : on peut dès lors, accéder à un point de deux manières différentes, ceci introduit une meilleure résistance quant aux pannes de bus ;
- possibilités plus grandes au niveau des systèmes RAID, on peut ainsi grimper à plus de 100 disques durs grâce à SSA ou Fibre Channel, contre 5 avec une classique interface SCSI ;

#### Techniques utilisées
On peut citer comme techniques séries utilisant les commandes SCSI : 
- FC-AL
- SAS
- FireWire
- iSCSI

## Améliorations du SCSI-2 par rapport au SCSI-1
La norme SCSI-2 de 1994 est une amélioration du SCSI-1. Certains points ont été améliorés ou rendus obligatoires. Théoriquement SCSI-1 et SCSI-2 ont une compatibilité descendante. 
On peut noter que l'utilisation des bits de parité a été rendue obligatoire avec le SCSI-2.

### Fast SCSI
On utilise des transferts synchrones de haut débit, ce qui permet des taux de transfert de 10 Mo/s sur un câblage 8 bits, et de 20 ou 40 Mo si on est sur du 16 ou 32 bits (avec une fréquence de 10 MHz).

### Wide SCSI
On a la possibilité de travailler avec des bus plus larges de 16 ou 32 bits, ce qui permet des débits plus importants. On utilisait un câble A (50 broches) pour les transmissions sur 8 bits, le SCSI-2 avait prévu un câble B (68 broches) pour les bus plus larges. Mais il n'a pas rencontré de réel succès, on lui préfère le câble P (68 broches également) défini dans le SCSI-3. Pour le 32 bits, le câble P doit être utilisé avec un câble Q (68 broches lui aussi).

### File d'attente des commandes SCSI
Le SCSI-1 ne permettait d'envoyer les commandes qu'une par une. Le SCSI-2 permet d'envoyer jusqu'à 256 commandes à la fois à un périphérique. Elles sont stockées et traitées dans l'ordre optimal par le périphérique. Ceci permet d'augmenter les performances de travail du périphérique et présente un grand intérêt avec des systèmes d'exploitation multi-tâche (Linux, Windows Server, etc.) qui peuvent être amenés à faire plusieurs requêtes simultanément à un périphérique (plusieurs accès en lecture sur un disque dur par exemple).

## Types de câblage

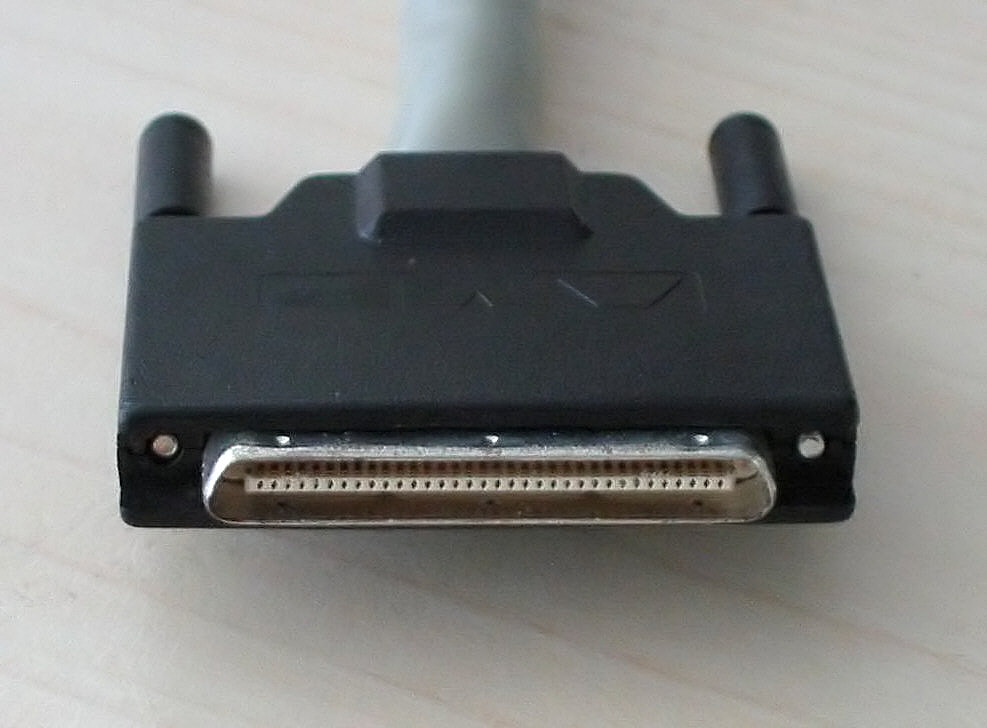
Connecteur et câble VHDCI

### Transport des données
Singled Ended (SE)On travaille en mode asymétrique. À chaque signal à envoyer par le bus correspond un fil unique.
High Voltage Differential (HVD)On travaille en mode différentiel. Pour chaque signal, on utilise deux fils : le premier porte le signal, le second porte son opposé. Le récepteur traite la différence entre les deux.
Low Voltage Differential (LVD)Idem HVD, mais avec des tensions plus faibles, permettant des câbles plus longs (meilleure tolérance aux capacités parasites et au bruit).

### Résistances de terminaison

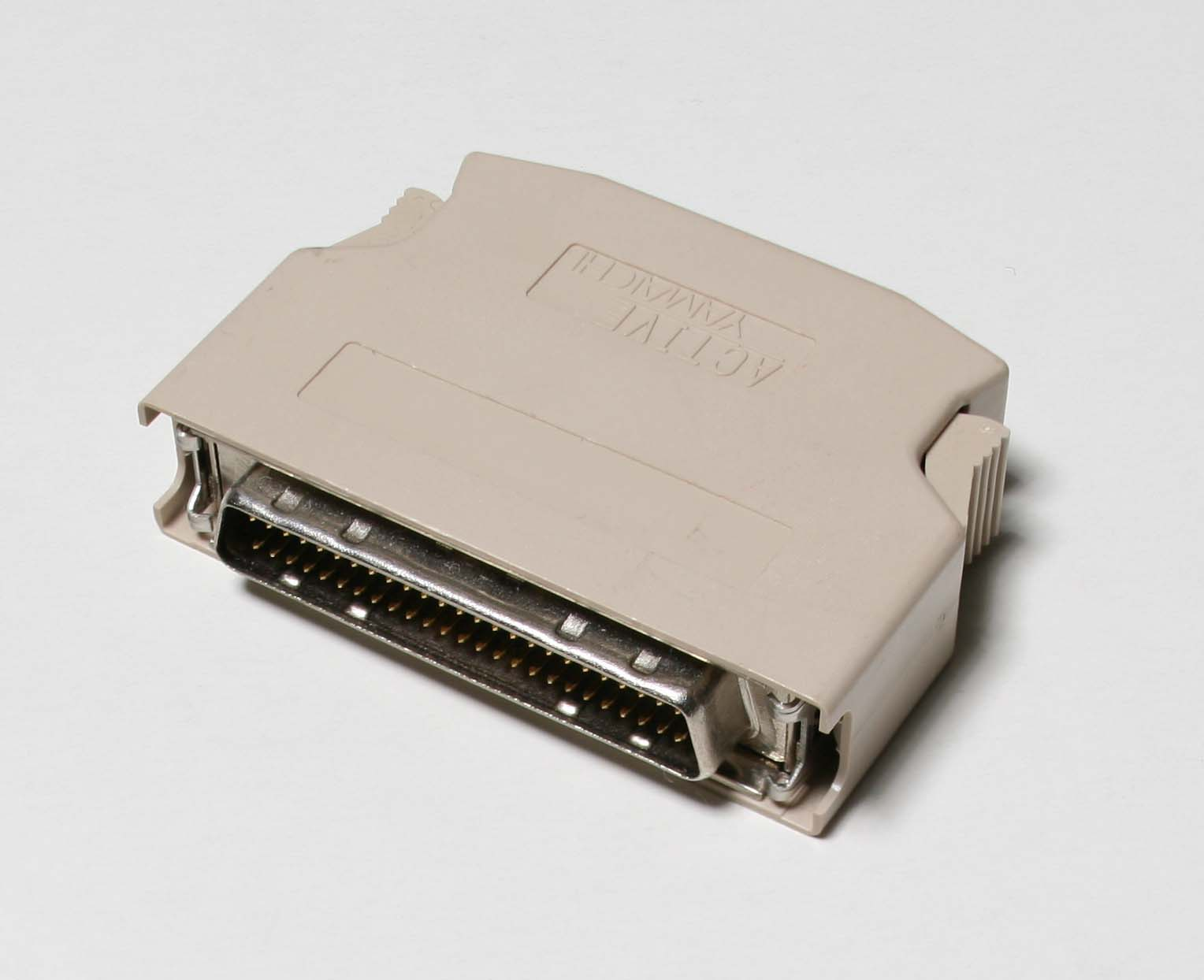
Bouchon d'extrémité 50 broches

- Résistance passive : en fin de câble, on établit deux résistances de 220 et 330 Ω, soit 132 Ω. La 220 est reliée à la masse, la 330 à l'alimentation qui est fournie par un des composants du bus (qui ne doit donc jamais être éteint si on veut que le bus fonctionne). Mais à fréquences trop élevées, ce type de résistance de terminaison provoque des réverbérations du signal. La terminaison passive est limitée à de petits tronçons de câbles, et insuffisante pour le Fast et le Wide SCSI-2. Il faut donc l'éviter, ce qui n'est pas difficile car il n'y a pratiquement plus de constructeur qui l'utilise.
- Résistance active (ou Alternative2) : Résistance de 110 Ω obtenue par des régulateurs de tension. Elle évite les phénomènes de réverbération. La terminaison active est fortement conseillée par la norme SCSI-2. Elle offre des régulateurs de tension pour que le signal SCSI se termine toujours à un niveau de tension correct.
- Résistance parfaite forcée : Variante de l'Alternative2 qui permet des câbles plus longs. La terminaison Forced Perfect Termination est une variation améliorée de la terminaison active. Il en existe plusieurs versions : FPT-3, 18, 27…